# Neuenkotten (Solingen)
Der Neuenkotten, teils auch Igelsforster Kotten genannt, war ein Schleifkotten im Solinger Stadtteil Wald.

## Geographie
Die Wüstung Neuenkotten befindet sich südlich von Igelsforst im Tal der Itter. Der Kotten lag mit Stauteich an der Nordseite der Itter, unmittelbar westlich befindet sich bei Obenitter heute der ehemalige Freizeitpark Ittertal. Östlich befinden sich der große Itterstausee und Lindersberg, nördlich liegen Widerschein, Kotzert und Knynsbusch. Südlich liegt der Felder Hof, südwestlich Westersburg und Schneppert.

## Geschichte
Der Neuenkotten hat wahrscheinlich schon im Jahre 1683 bestanden, als seine Besitzer werden in einem Dokument Heinrich Weck und Peter Plücker genannt. Er gehörte zur Honschaft Itter innerhalb des Amtes Solingen. Im Jahre 1715 in der Karte Topographia Ducatus Montani, Blatt Amt Solingen, von Erich Philipp Ploennies ist der Kotten verzeichnet. Die Topographische Aufnahme der Rheinlande von 1824 verzeichnet den Kotten ebenso wie die Preußische Uraufnahme von 1844 und die Topographische Karte des Regierungsbezirks Düsseldorf von 1871. Der Ort gehörte zur Bürgermeisterei Wald innerhalb des preußischen Kreises Solingen. 
Der Kotten wurde Mitte des 19. Jahrhunderts umgebaut und erweitert, so dass er auch als Wohnhaus dienen konnte. Die Gemeinde- und Gutbezirksstatistik der Rheinprovinz führt den Ort 1871 mit einem Wohnhaus und vier Einwohnern auf. Im Gemeindelexikon für die Provinz Rheinland von 1888 wird für Neuenkotten ein Wohnhaus mit zehn Einwohnern angegeben. 1895 besitzt der Ortsteil ein Wohnhaus mit sechs Einwohnern, 1905 werden ein Wohnhaus und 21 Einwohner angegeben.
Mit der Städtevereinigung zu Groß-Solingen im Jahre 1929 wurde der Neuenkotten ein Teil Solingens. Wann der Schleiferbetrieb eingestellt wurde, ist nicht bekannt. Im Jahre 1940 war der Neuenkotten jedoch nur noch ein Wohnhaus. Es wurde schließlich im Jahre 1981 abgebrochen.